# Sierra de los Blancos
Sierra de los Blancos es una localidad española actualmente perteneciente al municipio de Ardisa, en la provincia de Zaragoza. Pertenece a la comarca de las Cinco Villas, en la comunidad autónoma de Aragón.
Tras un largo periodo abandonado, durante 2011 fue temporalmente habitado por unas diez personas. Sin embargo, debido a la ausencia de servicios básicos como agua corriente, suministro eléctrico y recogida de basuras, fue de nuevo abandonado.
En la actualidad, desde el año 2024, se está llevando a cabo un proyecto de rehabilitación y reforma de varias de las edificaciones existentes en el municipio, mediante inversión privada y con la colaboración de alguna entidad educativa a nivel nacional e internacional.
- Datos: Q9077168